# Managermodell
Das Managermodell ist eine Art gesellschaftsrechtlicher Beteiligung, die sich dadurch auszeichnet, dass die Gesellschafterstellung an die Rolle als Geschäftsführer geknüpft ist. Sie ist gesetzlich nicht besonders geregelt, vielmehr erwirbt der Geschäftsführer den Gesellschaftsanteil auf herkömmlichen Wege. Das „Managermodell“ entsteht dabei aufgrund der vertraglich festgelegten Modalitäten.
Der Vielfalt von Einzelheiten der vertraglichen Regelung sind dabei keine Grenzen gesetzt. Ein wesentlicher Grundzug ist jedoch, dass die Gesellschafterstellung enden soll, wenn er als Geschäftsführer abberufen wird bzw. sein Geschäftsführeranstellungsvertrag endet. Eine mögliche rechtliche Ausgestaltung ist dabei, dass der Geschäftsführer beim Erwerb des Geschäftsanteils zugleich das Angebot abgibt, diesen Anteil für den Fall der Beendigung seiner Geschäftsführerstellung zurück zu übertragen. Der Kaufpreis für den Rückerwerb muss dabei nicht gleich beziffert werden, es bietet sich an, erfolgsabhängige Kriterien für die Bestimmung des Preises festzulegen. Nach allgemeinen Grundsätzen muss der Kaufpreis zumindest bestimmbar sein (sog. essentialia negotii).
Als Kaufpreis für den Gesellschafter wird häufig der Nominalwert bestimmt. Eine weitere häufig anzutreffende Gestaltungsmodalität ist die Beschränkung der Teilnahme an den Verlusten der Gesellschaft.
Das Ziel des Managermodells liegt in der Motivation des Geschäftsführers durch die Beteiligung am Unternehmenserfolg. Durch dieses Ziel sind auch die Ausgestaltungsmodalitäten geprägt. So wird etwa die Übertragung des Geschäftsanteils an die Zustimmung der Gesellschaft geknüpft werden (sog. Vinkulierung). Andernfalls könnte der Gesellschafter durch die Veräußerung seines Anteils an einen Dritten seine Rückübertragungspflicht unterlaufen. Denn nach dem im deutschen Zivilrecht geltenden Trennungsprinzip hindert der zu Beginn vereinbarte (Rück-)Verkauf des Anteils den Gesellschafter nicht an der Übertragung dieses Anteils an Dritte.
Die grundsätzliche rechtliche Zulässigkeit des Managermodells hat der Bundesgerichtshof bestätigt. Weder das Gebot der Gleichbehandlung der Gesellschafter noch das Arbeitsrecht stehen dem Managermodell grundsätzlich entgegen. Auch die Bestimmungen über vorformulierte Vertragsklauseln (AGB-Recht) stehen grundsätzlich nicht entgegen.
Zu bedenken ist jedoch, dass in den vom BGH entschiedenen Fall abweichenden Gestaltungen durchaus auch eine andere Würdigung angezeigt sein kann.
Das Managermodell ist nicht auf die GmbH beschränkt, es kann genauso bei Personengesellschaften vereinbart werden. Dem Managermodell verwandt ist das Mitarbeitermodell.